# العكشة (حبيش)

تعديل مصدري - تعديل

العكشة محلة تابعة لقرية بين الاكام، التابعة لعزلة جبل خضراء بمديرية حبيش إحدى مديريات محافظة إب في الجمهورية اليمنية، بلغ تعداد سكانها 90 حسب تعداد اليمن لعام 2004.